# Hrabina Palmyra
Hrabina Palmyra – niedokończona komedia Cypriana Kamila Norwida z 1862 roku.
Utwór przedstawia historię pięknej i zamożnej wdowy zręcznie podtrzymującej zainteresowanie swą osobą u sześciu adoratorów. W zamyśle autora katastrofa finansowa jednego z nich miała wstrząsnąć posadami jej świata. Norwid przerwał pracę nad Palmyrą po napisaniu sześciu scen pierwszego aktu, by temat ten rozbudować w komedii Aktor. Rękopis utworu został odnaleziony przez J. W. Gomulickiego i wydany drukiem w 1956.

## Okoliczności powstania utworu
Początki utworu wiążą się z warszawskim konkursem dramatycznym, na którym pierwszą nagrodę zdobył Józef Korzeniowski za komedię Majątek albo imię, sztukę słabą i rozwlekłą, ale podejmującą bardzo interesujący Norwida temat inteligencji urzędniczej i twórczej i jej związków z arystokracją. Sztuka, nagrodzona 22 września 1859, została niedługo potem wydrukowana w warszawskiej Gazecie Codziennej i Norwid miał możliwość zaznajomić się z nią i ze słabością ówczesnej dramaturgii krajowej. Kilka miesięcy później, w maju 1860, podczas wykładu o Słowackim, poeta zarzucił Korzeniowskiemu brak znajomości języka epoki, gorzko ubolewając nad stanem dramaturgii krajowej i snując rozważania nad polskim dramatem w przyszłości. Oliwy do ognia w sprawie sztuki Korzeniowskiego dolał lwowski Dziennik literacki, który po premierze Majątku, 22 listopada 1860, zarzucił autorowi, że jego pozytywni bohaterowie są bladzi, tuzinkowi, wyższą myślą nie ożywieni, a bohater negatywny jest karykaturą. Cała ta dyskusja musiała mocno podziałać na Norwida skoro w 1861 roku przygotował do druku rękopis zarzuconego od lat Krakusa, opatrując go rozważaniami na temat istoty tragedii i krytyki, a w końcu zaczął rozmyślać nad własnym utworem komediowym.
Przeglądane na początku 1862 roku fotografie dwóch wielkich dam Marii Kalergis i marszałkowej Joanny Kuczyńskiej, skłoniły go w liście pisanym do Kuczyńskiej do rozważań na temat sztuki na ich temat napisanej przez przyszłego dramaturga. W kilka miesięcy później napisał kilka scen komedii, w postaci głównej bohaterki łącząc obydwie damy. Dodał też postać drezdeńskiego bankiera i aferzysty, bankruta. Pracę nad utworem  Norwid rozpoczął najwcześniej w kwietniu 1862, po czym zarzucił ją, po napisaniu dziewiątej sceny, na rzecz nowej komedii Aktor, która prawdopodobnie pozwalała lepiej wykorzystać potencjał komediowy bankructwa słynnego finansisty. W sumie powstało sześć scen: 1-4, 6 i 9.

## Dzieje rękopisu
Rękopis komedii Wacław Gasztowtt przekazał na ręce Zenona Przesmyckiego. U Przesmyckiego Hrabina Palmyra przeleżała około czterdziestu lat. Znakomitemu norwidologowi nie udało się, mimo podejmowanych prób, odczytać tekstu rękopisu i prawdopodobnie z tego powodu nigdy nie wspomniał o jego istnieniu. Kiedy po zgonie Przesmyckiego, w 1946, otwarto w Muzeum Narodowym wielką wystawę norwidowską, organizatorzy błędnie zarejestrowali rękopis jako pierwszy rzut komedii Aktor. Pierwszym, który go odczytał i rozpoznał był Juliusz Wiktor Gomulicki. Wyniki swego odkrycia przedstawił w osobnym referacie wygłoszonym 16 października 1950 w Warszawskim Towarzystwie Naukowym. W drugim numerze Pamiętnika Teatralnego z 1955 ogłosił on Hrabinę Palmyry. Dwie sceny z nieznanej komedii. W 1955 te dwie sceny miały swoją prapremierę na scenie Teatru Akademickiego KUL w Lublinie. Cały zachowany tekst komedii ukazał się w 1956 roku w Okruchach poetyckich i dramatycznych.

## Osoby
- Hrabina Palmyra – wdowa
- Zerone – lekarz, przyjaciel jej męża
- Marta – poufna Hrabiny
- Gabriel Rizzio – artysta-muzyk, nauczyciel Hrabiny
- Szambelan Sobomir
- Baron Glückschnell – bankier[a]
- Bej Ali-Kurchan
- Admirał
- Konsul
- Don Smoktani
- Mandolinista – uliczny

Rzecz dzieje się w XIX wieku w willi Hrabiny Palmyry w Wenecji

## Treść

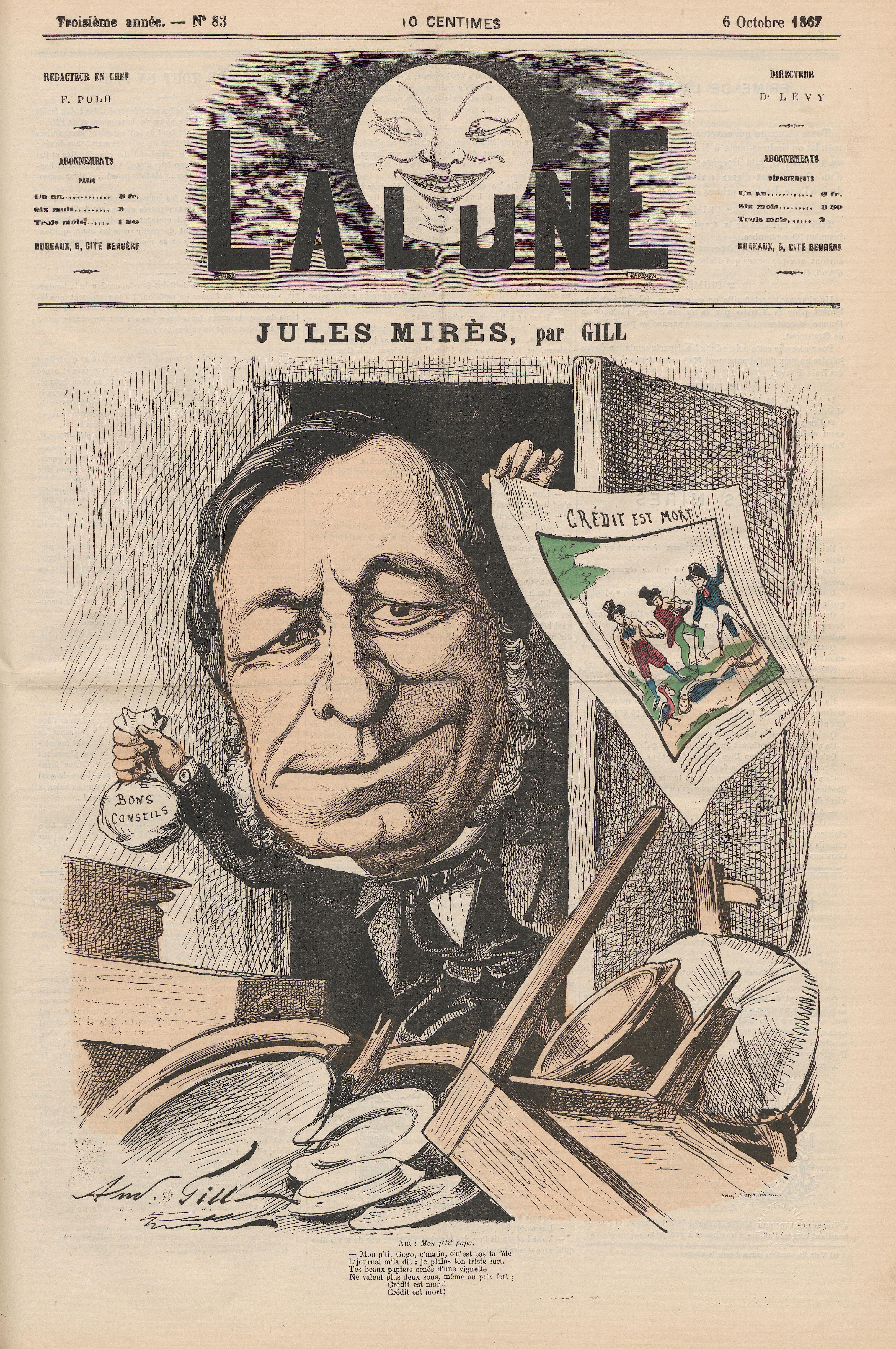
Karykatura Julesa Mirèsa, którego postać stała się wzorem postaci Glückschnella.

Służąca Hrabiny, Marta robi przegląd rekwizytów, które jej pani każe eksponować stosownie do tego, który z jej adoratorów się zjawia: kuferek dla Bankiera, dzienniki dla Konsula, mapę dla Admirała, Almanach Gotha dla Szambelana. Wszystko to przykrywa portret Hrabiego, który jakiś czas temu popełnił samobójstwo. Zjawia się Rizzio, wypytuje o Hrabinę. Chce o niej rozmawiać. Hrabina w wigilię (wielkiej tajemnicy) jest na nabożeństwie, jak co roku. Marta przywołuje inne, bolesne wspomnienia. Ostrzega Rizzia, że za wysoko mierzy i zostanie zdradzony. Dla Rizzia, którego muzyka wzbija się pod sklepienia katedry, nic nie wydaje się za wysokie. Marta wyznaje, że go kocha i odchodzi.
Palmyra wraca z kościoła. Próbuje zbywać konceptami poważniejsze napomknienia Rizzia, który stara się doprowadzić do rozmowy o jego uczuciach do niej. Wreszcie napomyka o trzeciej wigilii od czasu, gdy jakaś cyganka w Karpatach, tak zaniepokoiła Hrabinę, że ta aż dotąd nie potrafiła podjąć stanowczej decyzji. Rizzio czuje, że tonie i chce o tym dać znać. Hrabina każe mu pozostać jako artyście przy natchnieniu. Rizzio wyrzeka na swój los artysty, który mu nie pozwala być człowiekiem wśród ludzi. Hrabina jest jednak nieubłagana. Prosi jednak odrzuconego kochanka o pamięć, którą ten jej obiecuje, siebie winiąc za niewczesne wyznanie.
Pojawia się szambelan Sobomir. Nawiązując do wychodzącego Rizzia, zauważa, że i w jego rodzinie bywali tędzy muzycy. I opowiada anegdotę o ostatnim z rodu Wyłgiełłów, które pięknie grywał, ale same sola, aż któregoś razu uderzył głową o stopnie schodów i umarł, a wraz z nim wygasł ród Wyłgiełłów. Hrabina, dyskretnie sięgnąwszy po almanach, wzdycha nad feralnością losu, co szambelan zaraz podchwytuje, kierując rozmowę ku cygance w Karpatach i mijającemu podobno okresowi zastanawiania się. Nie omieszkuje napomknąć, że Sobomirowie (aczkolwiek u schyłku będąc) byliby szczęśliwi, mogąc zasłużyć na względy Palmyry. Hrabina oferuje mu swą rękę jedynie jako siostra i przyjaciółka. Z jej wypowiedzi szambelan domyśla się, że ma iść do kalsztoru.
Wchodzi bankier Glückschnell. Hrabina objawia się siedząc na żelaznym kuferku, jako kobieta biegła w liczeniu pieniędzy. Bankier uspokaja ją, że obecnie Sasi zostawiają żonom zajęcia mniej nudne, raczej troskę o wystrój domu. Glückschnell przynosi złotą głowę Pisaniego, która może służyć za kałamarz lub świecznik. Głowę cyganki, nomen omen, podobną do tej, która przed trzema laty w Karpatach wróżyła Hrabinie. Dalszą rozmowę przerywa wejście Beja. Hrabina prosi tymczasem bankiera o cierpliwość i zapewnia, że historia o cygance jest ich wyłączną tajemnicą. Nie istniejąca scena piąta była prawdopodobnie poświęcona rozmowie Hrabiny z Bejem.
Doktor Zerone wspomina swego przyjaciela, Hrabiego. Zjawia się Smoktani szukający Beja. Smoktani ma bardzo wysoki sąd o jego majątku, nie wierzy natomiast w majątek aferzysty Glückschnella. Admirał ma kolonie, gdzieś daleko w Brazylii. Konsul jest póki co tylko konsulem, a szambelan sądzi, że wyczytał na prehistorycznej siekierze nazwisko Sobomirów. Tylko plotek o Hrabinie Smoktani nie powtarza. Prawdziwy servante ani ich nie słucha, ani nie rozgłasza. Zerone robi to więc za niego. Ludzie wciąż mówią o adoratorach Hrabiny.
Sceny 7 i 8 brak. W szczątkowej scenie 9 Rizzio wypatruje śladów Hrabiny, po czym śpiewa barkarolę o cygance, która ją omyliła. Pozostali adoratorzy rozmawiają ze sobą o Hrabinie.

## O utworze
Norwid nie dokończył wprawdzie dramatu, najprawdopodobniej miał się on kończyć, sądząc na podstawie biografii Mirèsa i fabuły późniejszego Aktora, bankructwem Glückschnella, pociągającym za sobą ruinę finansową hrabiny i odwrót wszystkich jej dotychczasowych adoratorów. Przy porzuconej i ośmieszonej Palmyrze pozostałby prawdopodobnie jedynie wzgardzony uprzednio Rizzio, wedle słów poety z Pierścienia Wielkiej Damy: Bywa, iż ci, co dziś ludźmi nie są, / Pewnego dnia i godziny pewnej / Właśnie że tylko oni zostają...
Imię bohaterki komedii, Palmyra, wywodzi się z dawnej intymnej metaforyki Norwida i znaczy tyle co ruina. Podobne przykłady takiego obrazowania można znaleźć w wierszu Z pokładu "Margerity" (Czemu zwaliska? i czemu zasłona?) oraz w liście dedykacyjnym do Quidama, gdzie serce Zofii z Knidos, której prototypem była Maria Kalergis, zostało nazwane ruiną.
Rękopis Norwida nie miał tytułu. Obecny tytuł nadał mu jego pierwszy edytor. Zachowany tekst liczy sobie 411 wersów.